# Курган (град)
 Тази статия е за града в Русия.  За надгробните могили вижте Курган.  
Курга̀н (на руски: Курган) е град в Русия, административен център на Курганска област. Населението на града през 2012 година е 327 898 души.

## История
Селището е основано през 1662 година, през 1782 година получава статут на град.

## Географска характеристика
Градът се намира на 75 метра надморска височина, на 1973 км източно от столицата Москва.

## Личности
- Дмитрий Лосков (1974), руски футболист
- Сергей Рубльовски (1974), руски шахматист, гросмайстор
- Елена Темникова (1985), руска певица